# 청융화
청융화(程永华, 1954년 9월 ~ )는 중화인민공화국의 외교관, 정치인이다. 중국 외교부 아시아국 부국장, 주말레이시아 특명 전권 대사, 주한 특명 전권 대사를 거쳐 2010년부터 2019년까지 주일 특명 전권 대사를 담당하였다.

## 약력
- 2003년 ~ 2006년 : 주일본 중국 대사관 정무공사
- 2006년 ~ 2008년 : 주말레이시아 중국 대사(중국어판)
- 2008년 2월 ~ 2010년 2월 : 주한 중국 대사
- 2010년 2월 ~ 2019년 5월 : 주일 중국 대사

## 학력
- 일본 소카 대학 학사

## 주한 대사로써
2000년대 상반기부터 주일 중국 대사 정무공사로 부임하게 된 경력을 가진 전형적인 일본통으로 알려져 왔다. 그러나 곧장 주한 대사로서는 국장급으로 부임하게 되어 있기 때문에, 1992년 8월 24일 한중 수교 이래 역사상 최초의 국장급 주한 대사이기도 하다. 그래서 청융화는 싱하이밍과는 달리 한국어가 익숙하지 못하고 있던 것으로 알려져 왔다. 부임 이래 중국 내에서의 멜라민 관련 자국산 유제품 검출 문제를 언급하고 있으나, 세계 각국에서 제조하고 있는 유제품에서 검출되어 있는 멜라민 문제를 해결하기 위해 각 식품 제조업 기업 관계자와 중국 당국의 협조를 얻기 위해 위생 문제를 해결해달라고 2009년 1월 6일에 설득한 적이 있다. 부임하던 와중에 동년 5월 23일, 노무현 전 대통령의 서거 관련 조문단에 주한 중국 대사도 조문 사절단으로 파견한 바 있었으며, 중화인민공화국은 본국을 대신하여 조문 사절로 보내면서 영결식까지 참석한 적이 있었다. 그 외에도 주광주 중국 총영사관 개관식에 참석하기 위해 광주까지 내려올 때 박광태 광주시장, 박준영 전남도지사와 함께 참석하였다. 비슷한 시기인 2009년 8월에는 병세가 악화된 김대중 전 대통령의 문병을 방문하였고, 얼마 못가 DJ가 별세하면서 이와 관련된 조문 사절은 노무현 서거 당시와 비슷하게 파견될 것으로 예측되었지만 노무현 서거 때와 달리 본국에서 DJ와의 두터운 친분이 있었던 탕자쉬안 전 외교담당 국무위원을 대표로 하는 조문단으로 파견한 바 있었다. 또한 청융화 당시 주한 중국 대사도 노무현에 이어 연속적으로 조문단에 합류되었다. 임기 내에 있었던 숙원 사업으로 알려진 주제주 중국 총영사관의 개설을 추진하려고 피력했으나, 그 결과 현승탁 제주상공회의소 회장으로부터 설치 계획을 추진하려고 설득하였다. 설득하는 이유는 제주도에 중국 국적의 어선들의 주요 피난처로 이용되고 있는 것 외에도 불법 조업으로 인한 중국 어선이 대한민국 해양경찰청 소속 순시선에 의한 나포 사례가 증가되어 있어 이를 받쳐다 주어야 할 관련 영사 업무를 주광주 중국 총영사관에 의지하게 되어야 할 문제점이 있는 것으로 보이기 때문이다.

## 주한 대사 퇴임 후
주한 대사를 퇴임한 뒤인 2010년 2월 28일자로 주일본 중국 대사로 부임하였다. 주일본 중국 대사 부임 이전이던 2003년에는 주일 공사를 포함하여 4차례에 걸쳐 부임하게 된 적이 있었다. 이후에는 센카쿠·댜오위다오에 접근하고 있는 선박에 대한 철수 및 퇴거를 요청하는 것 외에도 중국에 억류중인 일본인에 대한 신변안전을 확보해달라고 주문한 적이 있어, 베이징 주재 일본 대사와의 국제 전화를 통해 양국에 서로 억류된 일본인과 중국인들을 본국에 각각 송환해달라고 주문한 적이 있다.